# Dvärghundfisk
Dvärghundfisk (Umbra pygmaea)  är en sötvattensfisk i familjen hundfiskar som ursprungligen kommer från Nordamerika, men som har införts till Mellaneuropa.

## Utseende
Dvärghundfisken är en liten, avlång fisk med trubbig, rundad nos och en kropp med mörka och ljusa längsränder. Kroppen är gulgrön med tio till tolv smala, mörka längsränder, ett mörkt streck genom ögat och en svart längsstrimma längs underkroppen. Huvudets undersida är ljus, och fenorna saknar markeringar. Honan kan bli  15 cm lång, hanen 11,5 cm.

## Vanor
Arten lever i långsamma bäckar, träsk, lugnvatten i större vattendrag och våtmarker med sand- eller dybotten och gärna med tät vegetation. Ungfiskarna lever gärna i mindre stim om tio till tolv individer, dolda bland vattenväxter. Födan består av insektslarver, maskar, blötdjur och kräftdjurslarver. Fisken är mycket okänslig för sura vatten, och tål ner till 4 pH.

### Fortplantning
Dvärghundfisken blir könsmogen vid två års ålder. Den leker i april till maj, då honan lägger ägg i ett bo byggt av alger. Äggen kläcks efter 5 till 10 dagar, och de nykläckta larverna stannar i boet i ungefär sex dagar.

## Utbredning
Arten kommer ursprungligen från USA, där den finns från delstaten New York längs staterna vid Atlantkusten till Florida och Georgia. Den har införts till Europa som sällskapsdjur, förvildats, och finns i spridda förekomster i Frankrike, Nederländerna, Belgien, Tyskland, Danmark och Polen.